# Szlak Piastowski
Szlak Piastowski – trasa turystyczna w Polsce, przebiegająca przez województwo wielkopolskie i województwo kujawsko-pomorskie. Szlak funkcjonuje przede wszystkim jako trasa wycieczek autokarowych i samochodowych oraz szlak rowerowy (Piastowski Trakt Rowerowy). W 2012 otrzymał Certyfikat Polskiej Organizacji Turystycznej za najlepszy produkt turystyczny, jako unikatowy i wyjątkowo ważny dla polskiego dziedzictwa.

## Przebieg
Szlak prowadzi z Poznania przez Pobiedziska, Moraczewo, Ostrów Lednicki, Gniezno, Trzemeszno, Mogilno, Strzelno, Kruszwicę, Inowrocław, Płowce, Brześć Kujawski, Włocławek oraz trasą północ-południe: Wągrowiec, Łekno, Żnin, Wenecja, Biskupin, Gniezno, Grzybowo, Giecz, Ląd, Konin do Kalisza.
Wędrówka po szlaku odtwarza cykliczne przemieszczanie się władców piastowskich i ich dworów pomiędzy czterema grodami, które pełniły funkcje stołeczne.

## Geneza i historia
Wycieczki Szlakiem Piastowskim odbywały się już we wczesnych latach 60. XX wieku i organizowane były m.in. przez zakłady pracy oraz dla młodzieży szkolnej. Do popularyzacji szlaku przyczyniły się obchody 1000-lecia Państwa Polskiego w 1966. Z inicjatywy władz województwa poznańskiego w 1976 rozpoczęto szeroko zakrojoną akcję restauracji zabytków i zagospodarowania turystycznego odcinka z Poznania do Gniezna. Plan tych działań opracowało Biuro Planowania Przestrzennego w Poznaniu. Osią prac była dawna droga E261, przy której postawiono zabytkowe wiatraki, wiaty przystankowe, drewniane rzeźby i drogowskazy o charakterze piastowskim.
15 stycznia 2016 powołano w Gnieźnie klaster turystyczny Szlak Piastowski w Wielkopolsce. Tworzy go 19 samorządów (pięć powiatów i czternaście gmin) z terenu województwa wielkopolskiego. Celem powstania klastra jest zwiększenie atrakcyjności szlaku w Polsce i za granicą oraz przyciągnięcie większej liczby turystów. W latach 2017–2019 realizowany był (współfinansowany z WPRO 2014+) projekt Rozwój kluczowego szlaku dziedzictwa kulturowego województwa wielkopolskiego pn. Szlak Piastowski, który obejmował m.in. ogólnopolska kampanię Zdemaskuj historię na Szlaku Piastowskim.

## Trasy

### Obiekty kluczowe trasy pierwszej (rdzenie produktu)
1. Poznań (zespół obiektów: Ostrów Tumski z archikatedrą, Interaktywne Centrum Historii Ostrowa Tumskiego, kościół św. Jana Jerozolimskiego na Komandorii, Muzeum Archeologiczne, Zamek Królewski, multimedialna makieta grodu poznańskiego, tematyczna trasa miejska w ramach oferty szlaku – Trakt Królewsko - Cesarski),
2. Pobiedziska (Skansen Miniatur Szlaku Piastowskiego),
3. Ostrów Lednicki (zespół obiektów: grodzisko, tzw. Mały Skansen z ekspozycją, ekspozycja przy biurach muzeum, zalecane wprowadzenie tematycznej oferty kulinarnej),
4. Gniezno (zespół obiektów: archikatedra, Muzeum i Archiwum Archidiecezjalne, Muzeum Początków Państwa Polskiego, kościół Franciszkanów, zalecana dodatkowo tematyczna trasa miejska w ramach oferty szlaku, wówczas z kościołem św. Jana),
5. Żnin (Muzeum Ziemi Pałuckiej, trasa miejska „Spacer po średniowiecznym Żninie” ),
6. Wenecja - ruiny zamku obronnego Mikołaja Nałęcza - Diabła Weneckiego", wystawa średniowiecznych machin oblężniczych
7. Biskupin (Rezerwat Archeologiczny z muzeum i ośrodkiem archeologii eksperymentalnej),
8. Trzemeszno (bazylika NMP),
9. Mogilno (kościół św. Jana Apostoła i Ewangelisty z kompleksem poklasztornym),
10. Strzelno (kościoły św. Prokopa i św. Trójcy),
11. Inowrocław (kościół Imienia NMP tzw. Ruina),
12. Kruszwica (kolegiata św. św. Piotra i Pawła, tzw. Mysia Wieża),
13. Płowce (pomnik bitwy polsko–krzyżackiej z 1331),
14. Brześć Kujawski (Pomnik Władysława Łokietka, kościół św. Stanisława),
15. Włocławek (katedra, uzupełniona ekspozycja Muzeum Historii Włocławka, zalecana tematyczna trasa miejska w ramach oferty szlaku) – obiekt końcowy szlaku.

W sumie na trasie pierwszej: 15 miejscowości z obiektami lub zespołami obiektów, 30 pojedynczych obiektów, cztery trasy miejskie lub lokalne: w Poznaniu, Gnieźnie, w zespole Strzelno - Inowrocław - Kruszwica oraz we Włocławku.

### Obiekty kluczowe trasy drugiej (rdzenie produktu)
1. Łekno (zespół stanowisk archeologicznych grodu i klasztoru cysterskiego z trasą turystyczną) – obiekt początkowy-końcowy trasy,
2. Wągrowiec (klasztor pocysterski, muzeum regionalne),
3. Gniezno (zespół obiektów: archikatedra, Muzeum i Archiwum Archidiecezjalne, Muzeum Początków Państwa Polskiego, kościół Franciszkanów, zalecana dodatkowo tematyczna trasa miejska w ramach oferty szlaku, wówczas z kościołem św. Jana),
4. Grzybowo (grodzisko piastowskie i muzeum),
5. Giecz (zespół obiektów: rezerwat archeologiczny z muzeum, kościół św. Mikołaja),
6. Ląd nad Wartą (kompleks dawnego opactwa cysterskiego),
7. Konin (koniński słup milowy),
8. Kalisz (zespół obiektów: Rezerwat Archeologiczny Zawodzie, Muzeum Okręgowe Ziemi Kaliskiej, katedra św. Mikołaja Biskupa, zalecana tematyczna trasa miejska w ramach oferty szlaku) – obiekt końcowy-początkowy trasy.

Razem na trasie drugiej: 8 miejscowości z obiektami lub zespołami obiektów, 17 pojedynczych obiektów, dwie trasy miejskie: w Gnieźnie i Kaliszu.

## Pomniki historii
Na trasie szlaku usytuowane jest osiem pomników historii:
- Poznań – historyczny zespół miasta z Ostrowem Tumskim, Zagórzem, Chwaliszewem i lewobrzeżnym Starym Miastem lokacyjnym ze średniowiecznymi osadami podmiejskimi oraz założeniem urbanistyczno-architektonicznym projektu Josefa Stübbena z początku XX w., a także Fortem Winiary, obecnie Parkiem Cytadela[4],
- Lednogóra – wyspa Ostrów Lednicki na Jeziorze Lednickim[5],
- Gniezno – bazylika prymasowska Wniebowzięcia Najświętszej Maryi Panny[6],
- Biskupin – rezerwat archeologiczny Biskupin[7],
- Strzelno – zespół dawnego klasztoru Norbertanek,
- Ląd – zespół dawnego opactwa cysterskiego,
- Lubiń – zespół opactwa benedyktynów,
- Włocławek – bazylika katedralna Wniebowzięcia Najświętszej Maryi Panny.

## Galeria

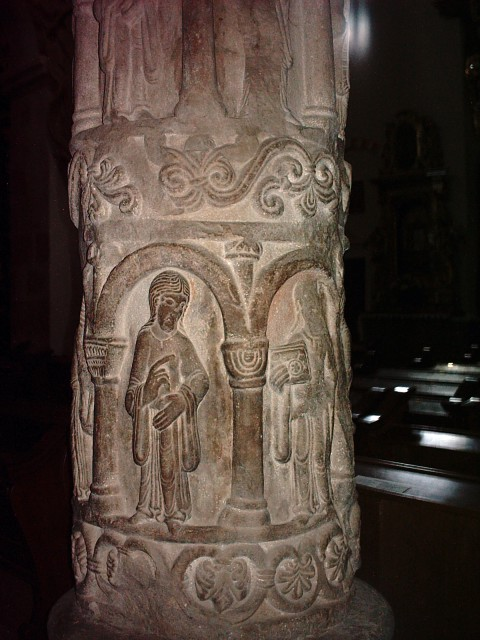
Kolumna cnót w Strzelnie
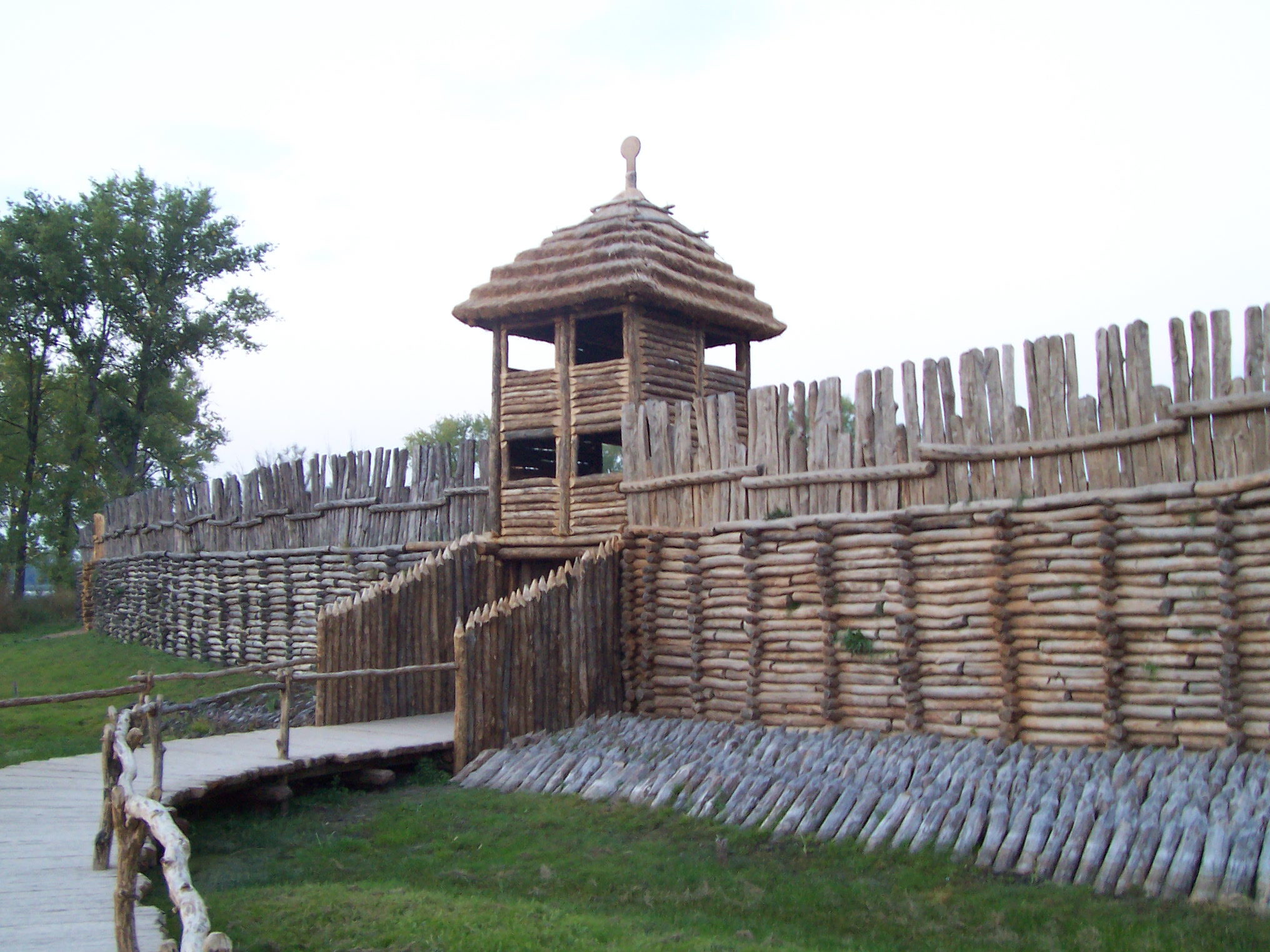
Osada w Biskupinie
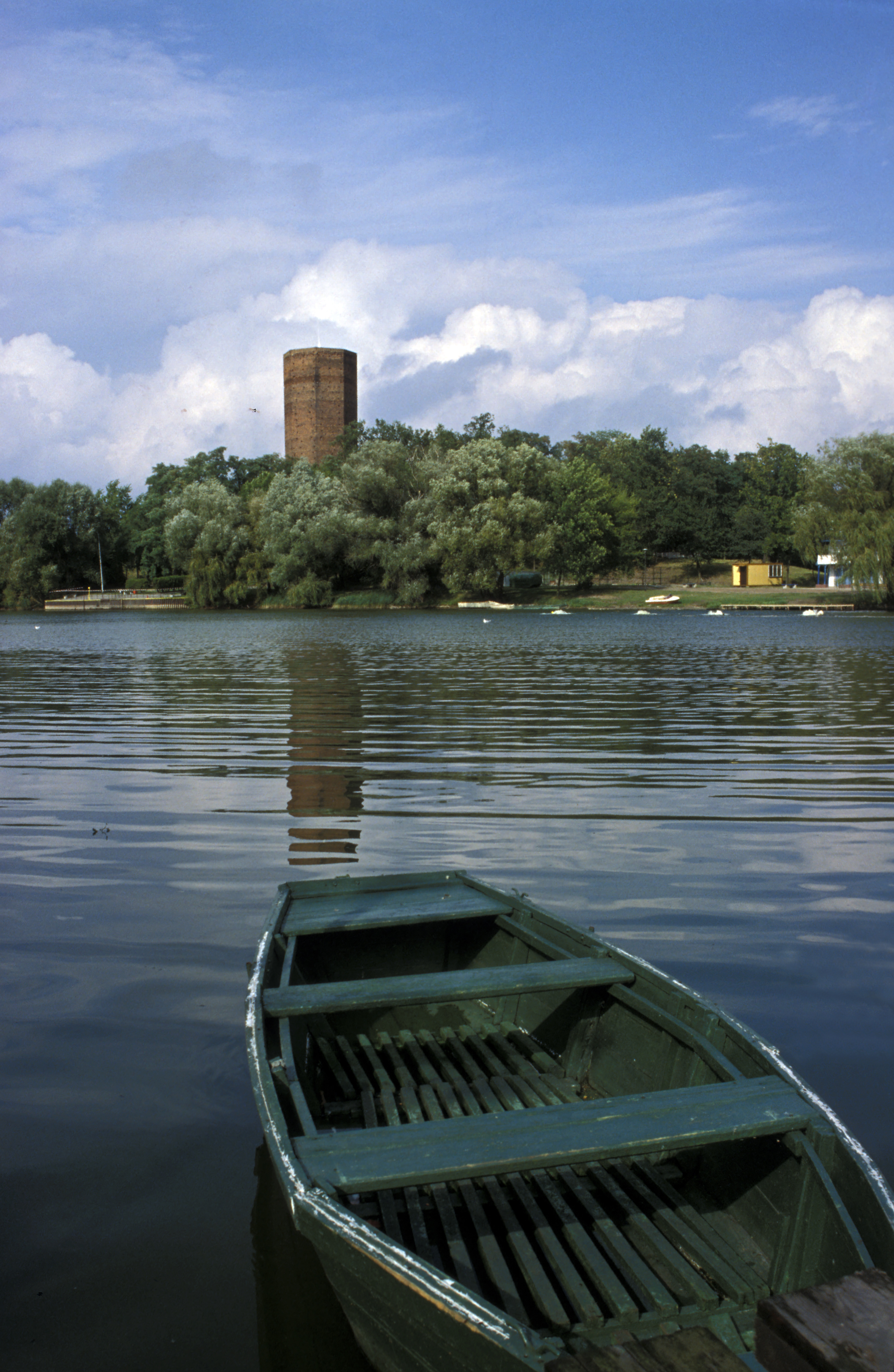
Kruszwica
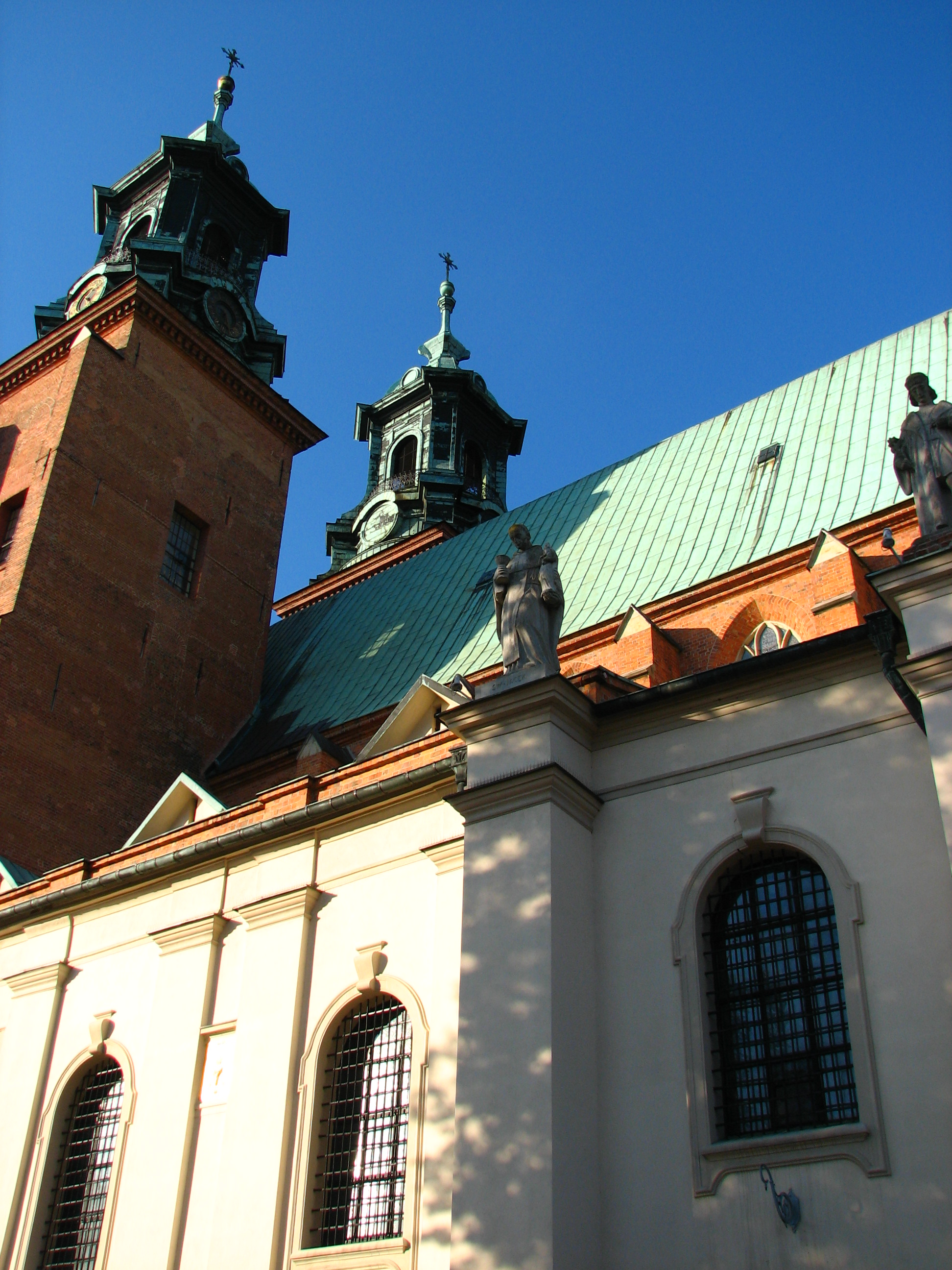
Gniezno
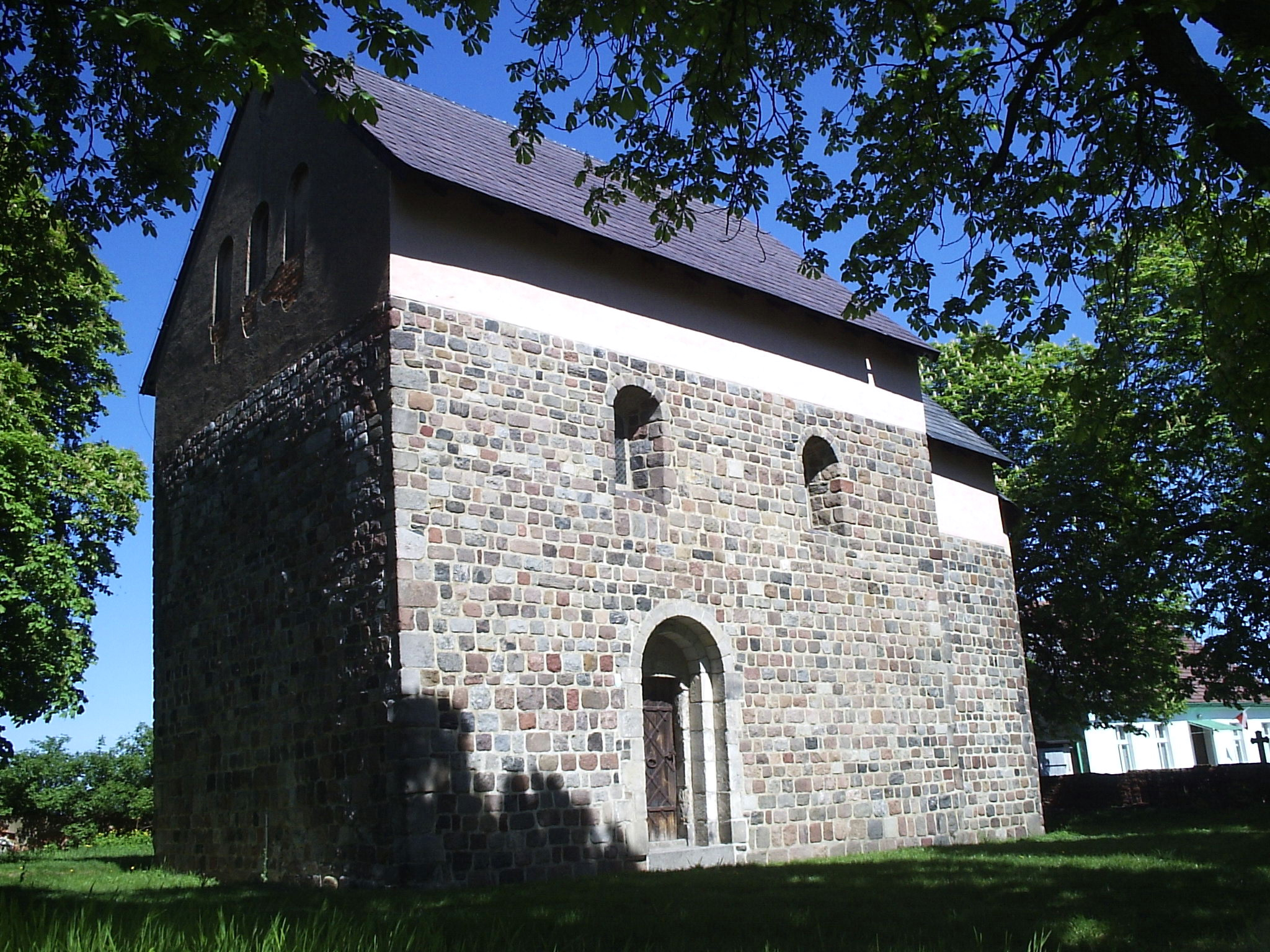
Giecz
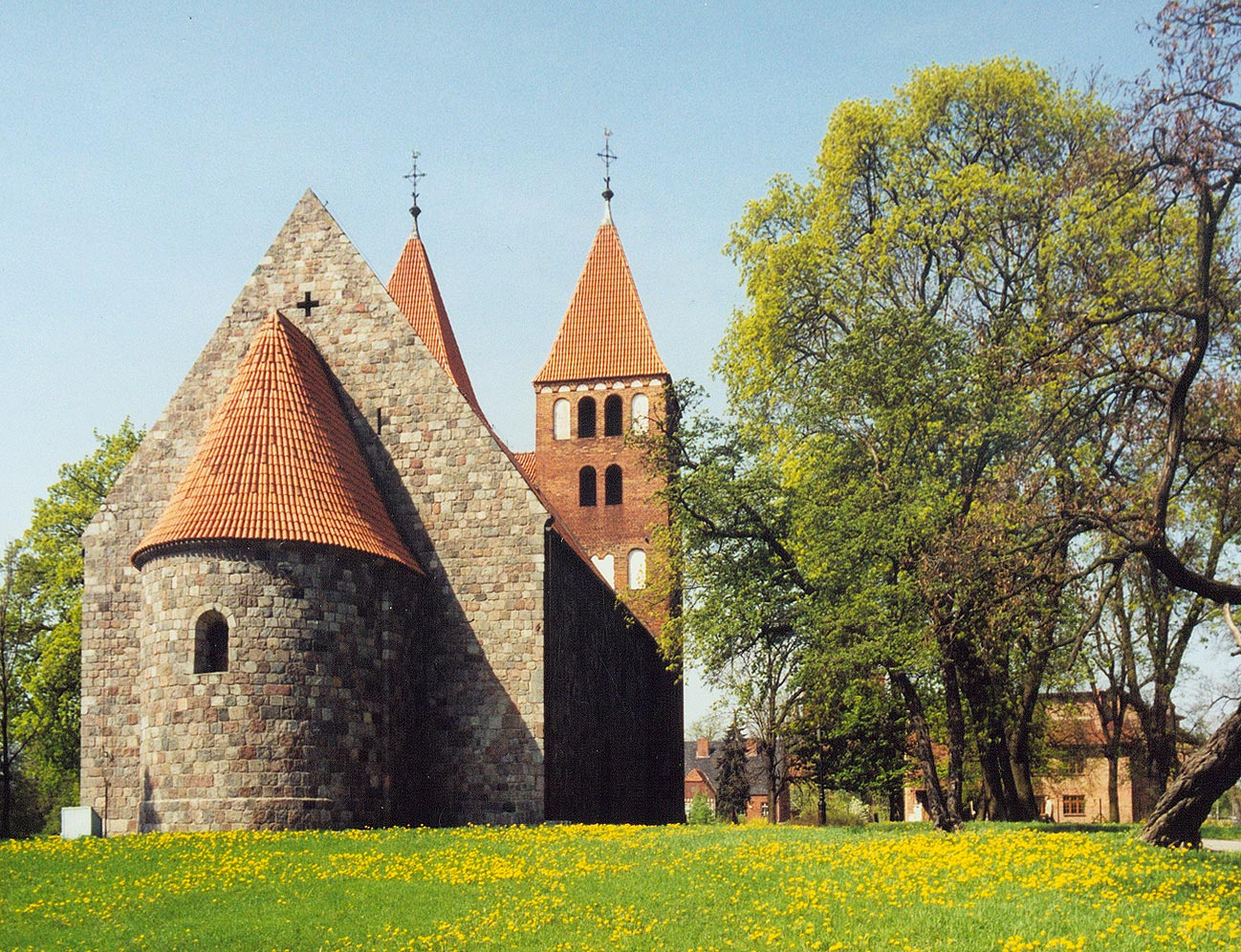
Inowrocław
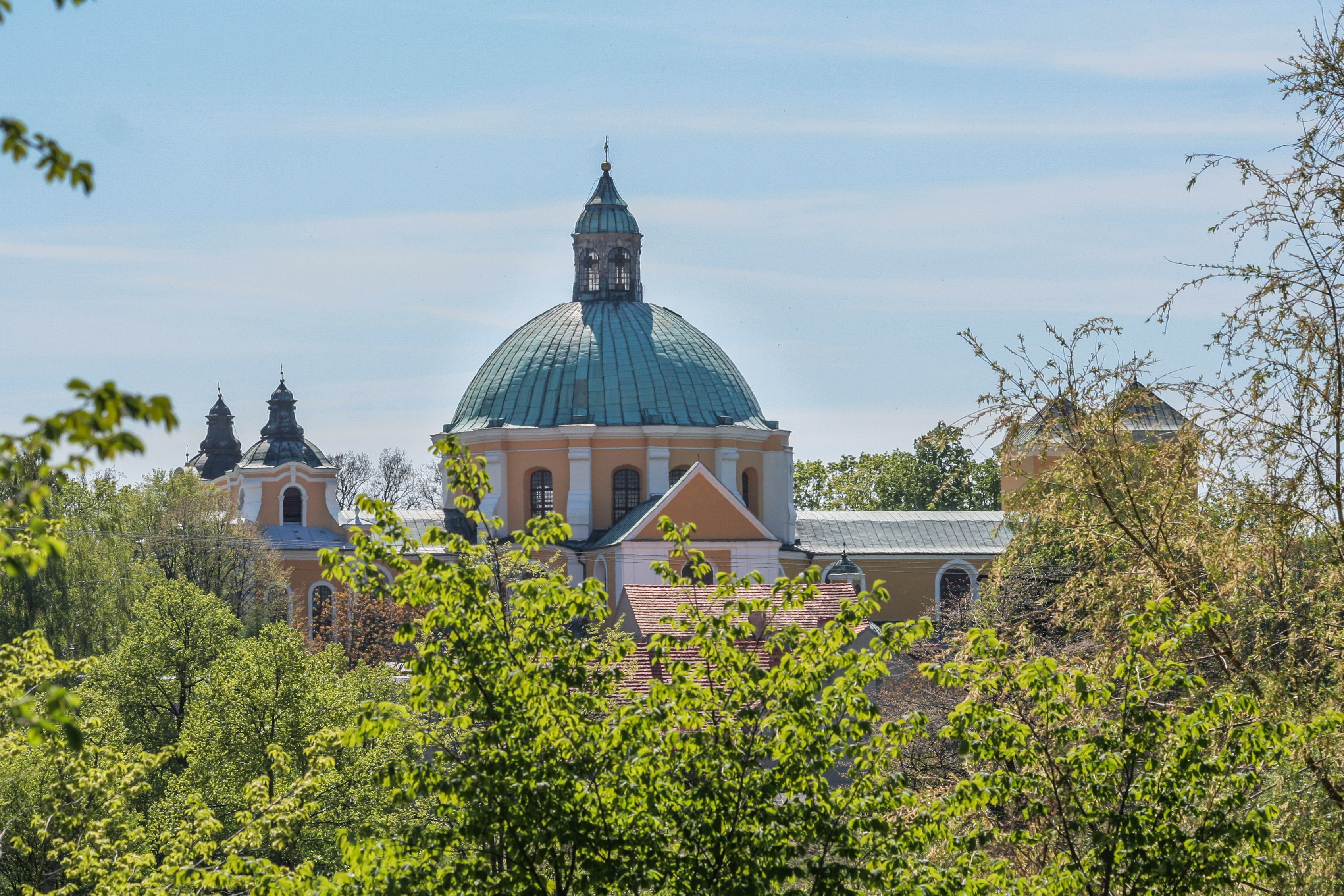
Trzemeszno
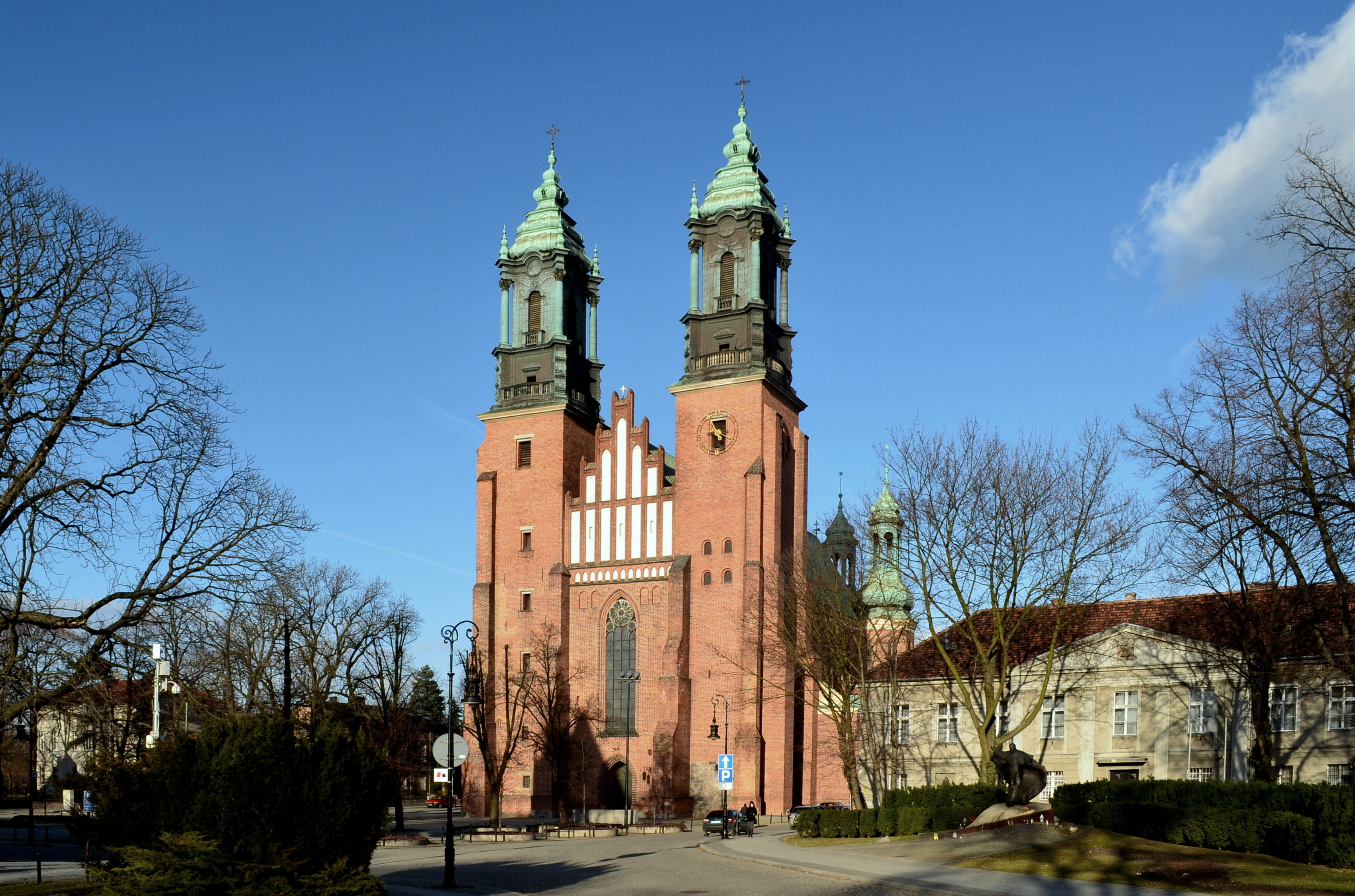
Poznań
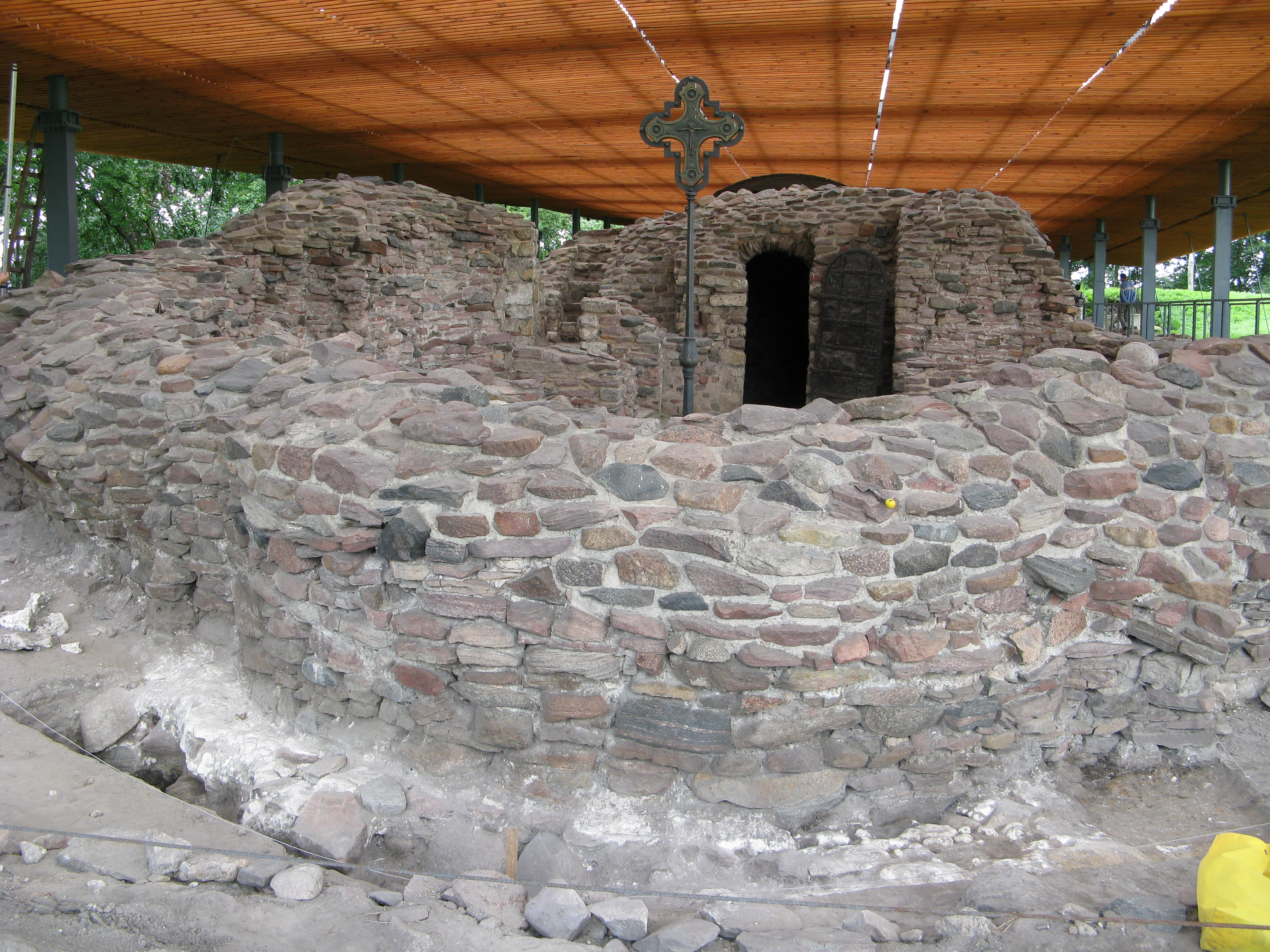
Ostrów Lednicki